# Sankt Georgen am Längsee
Sankt Georgen am Längsee è un comune austriaco di 3 690 abitanti nel distretto di St. Veit an der Glan, in Carinzia.

## Storia
Dal suo territorio nel 1895 è stato scorporata la località di St. Donat, eretta in comune autonomo (poi soppresso e aggregato a St. Veit an der Glan); nel 1973 ha inglobato parte del territorio del comune soppresso di Meiselding e ha ceduto una parte del proprio al nuovo comune di Frauenstein.

## Monumenti e luoghi d'interesse

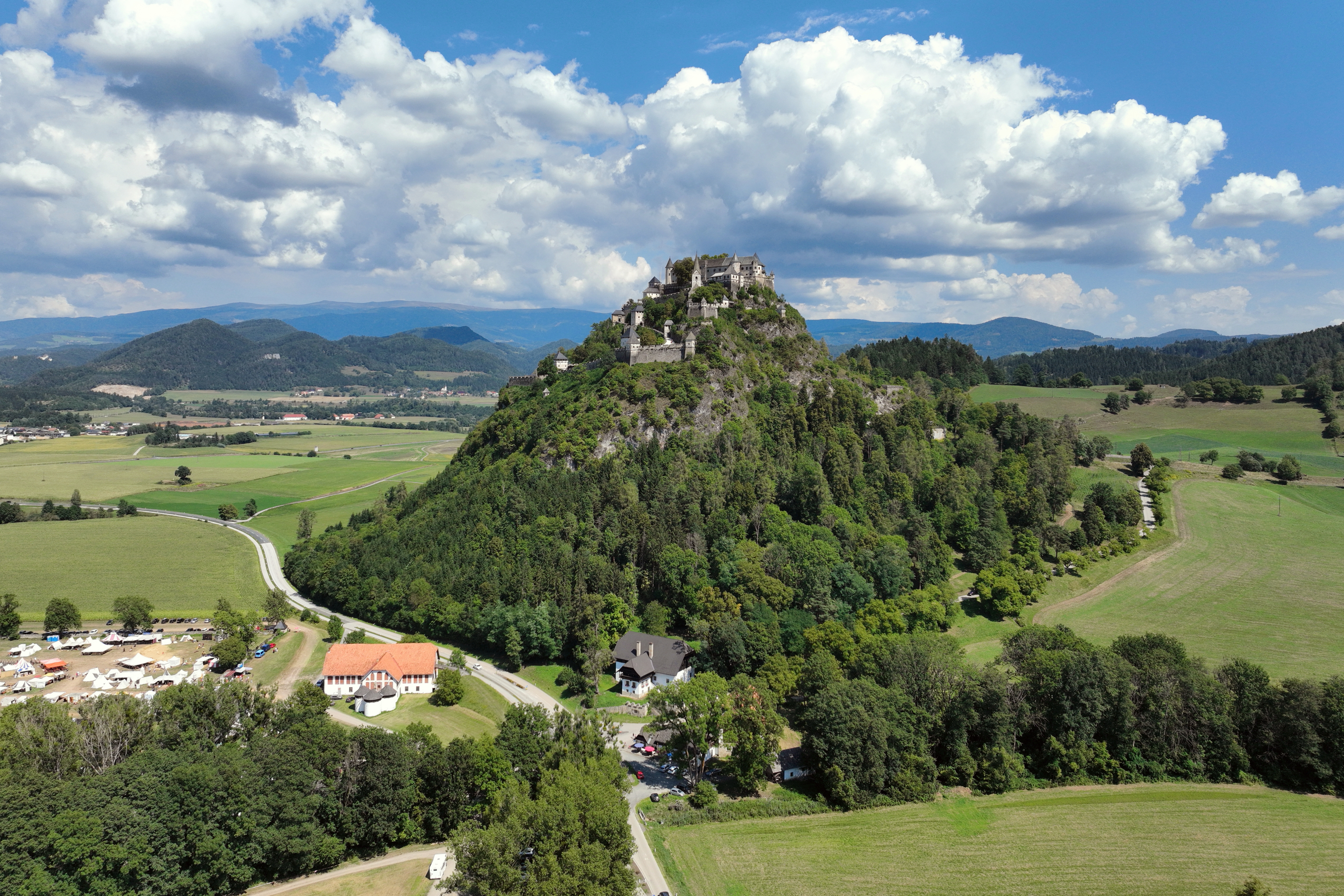
Il castello di Hochosterwitz

- Abbazia di San Giorgio
- Castello di Hochosterwitz
- Castello di Niederosterwitz